# Adair (Iowa)
Adair ist eine Kleinstadt (mit dem Status „City“) im Adair County und im Guthrie County im US-amerikanischen Bundesstaat Iowa. Das U.S. Census Bureau hat bei der Volkszählung 2020 eine Einwohnerzahl von 791 ermittelt.

## Geografie
Adair liegt im mittleren Südwesten Iowas, rund 110 km östlich des Missouri River, der die Grenze zu Nebraska bildet. Die Grenze zum südlich benachbarten Bundesstaat Missouri ist ebenfalls rund 110 km von Adair entfernt.
Die geografischen Koordinaten von Adair sind 41°30′02″ nördlicher Breite und 94°38′37″ westlicher Länge. Das Stadtgebiet erstreckt sich über eine Fläche von 5,75 km² und ist zu zwei Dritteln Bestandteil der Summit Township des Adair County sowie zu einem Drittel der Grant Township des Guthrie County.
Nachbarorte von Adair sind Casey (12 km östlich) und Anita (13 km südwestlich).
Die nächstgelegenen Großstädte sind Iowas Hauptstadt Des Moines (91 km östlich), Kansas City in Missouri (294 km südlich) und Nebraskas größte Stadt Omaha (134 km westsüdwestlich).

## Verkehr
Der Interstate Highway 80, der die kürzeste Verbindung von Omaha nach Des Moines bildet, verläuft in West-Ost-Richtung durch den Süden von Adair. Alle weiteren Straßen sind untergeordnete Landstraßen, teils unbefestigte Fahrwege sowie innerörtliche Verbindungsstraßen.
In Nordost-Südwest-Richtung verläuft eine Eisenbahnlinie der Iowa Interstate Railroad für den Frachtverkehr durch das Stadtgebiet von Adair.
Mit dem Greenfield Municipal Airport befindet sich 37 km südöstlich ein kleiner Flugplatz. Der nächste Verkehrsflughafen ist der Des Moines International Airport (97 km östlich).

## Bevölkerung
Nach der Volkszählung im Jahr 2010 lebten in Adair 781 Menschen in 361 Haushalten. Die Bevölkerungsdichte betrug 135,8 Einwohner pro Quadratkilometer. In den 361 Haushalten lebten statistisch je 2,16 Personen.
Ethnisch betrachtet setzte sich die Bevölkerung zusammen aus 98,1 Prozent Weißen, 0,1 Prozent (eine Person) amerikanischen Ureinwohnern, 0,5 Prozent Asiaten sowie 0,8 Prozent aus anderen ethnischen Gruppen; 0,5 Prozent stammten von zwei oder mehr Ethnien ab. Unabhängig von der ethnischen Zugehörigkeit waren 1,3 Prozent der Bevölkerung spanischer oder lateinamerikanischer Abstammung.
23,2 Prozent der Bevölkerung waren unter 18 Jahre alt, 59,0 Prozent waren zwischen 18 und 64 und 17,8 Prozent waren 65 Jahre oder älter. 51,0 Prozent der Bevölkerung waren weiblich.

Das mittlere jährliche Einkommen eines Haushalts lag bei 45.515 USD. Das Pro-Kopf-Einkommen betrug 24.452 USD. 10,0 Prozent der Einwohner lebten unterhalb der Armutsgrenze.